# Коровия
Корови́я (укр. Коровія) — село в Черновицкой городской общине Черновицкого района Черновицкой области Украины.
Население по переписи 2001 года составляло 2992 человека. Почтовый индекс — 60410. Телефонный код — 3734. Код КОАТУУ — 7321082701.

## Название
Название произошло от реки Коровия. По местной легедне, реку так назвали в честь коровы, которая пила воду из реки.

## География
Село расположенно на реке Коровия (левый приток реки Дереглуй) за 26 км от центра, за 2 км от железнодорожной станции в селе Косьмин.

## История
Первое упоминание о Коровии есть в письменных источниках XVIII столетия. В 1497 году вблизи села Валя Кузьмина молдавский господарь Степан III разбил войско польского короля Альбрехта.
На окраинах села найдено останки поселения трипольской культуры (III тысячелетие до н. э.), бронзового века (II тысячелетие до н. э.) и славян (VIII-X столетия н. э.)
По состоянии на 1904 год население Коровии состояло 1659 чел. В то время село принадлежало Черновицкой уезде Герцогства Буковины и было собственностью православного религиозного фонда. Сельская общество имела свою собственную печать с изображением коровы («назывным» гербом) и надписью немецким языком «Gemeinde Korowia».
До 2020 года входило в Глыбокский район

## Население
Национальный состав населения по данным переписи 1930 года в Румынии:
| Национальность | Количество Человек | Процент |
| -------------- | ------------------ | ------- |
| Румыны         | 1529               | 89,52 % |
| Немцы          | 114                | 6,67 %  |
| Украинцы       | 39                 | 2,28 %  |
| Поляки         | 12                 | 0,70 %  |
| Евреи          | 12                 | 0,70 %  |
| Русские        | 1                  | 0,06 %  |
| Не указали     | 1                  | 0,06 %  |

Языковой состав населения по данным переписи 1930 году:
| Язык       | Количество Человек | Процент |
| ---------- | ------------------ | ------- |
| Румынский  | 1515               | 88,70 % |
| Немецкий   | 115                | 6,73 %  |
| Украинский | 50                 | 2,93 %  |
| Идиш       | 12                 | 0,70 %  |
| Русский    | 10                 | 0,59 %  |
| Польский   | 5                  | 0,29 %  |
| Не указали | 1                  | 0,06 %  |

## Известные люди
- Чередарик Людмила Флоровна (* 1 января 1953 года) — украинский журналист, редактор, член Национального союза журналистов Украины (НСЖУ). В 1976 году закончила факультет журналистики Львовского ордена Ленина национального университета имени Ивана Франка. Стажировалась в Швеции. Работала корреспондентом, зав отделом районной газеты «Путём Ленина» (Укр. «Ленінським шляхом») (город Новоселица в Черновицкой области), обозревателем черновицкой областной газеты «Молодой Буковинец» (Укр. «Молодий буковинець»), ныне шеф-редактором газеты «Версии» (Укр. «Версії»). Готовила авторские передачи на радио и телевидении, её материалы перепечатывались английскими, канадскими, израильскими средствами массовой информации (СМИ). Печатается во всеукраинских газетах «Киевские ведомости» (Укр. «Київські відомості»), «Ваше здоровие» (Укр. «Ваше здоров’я»). Лауреат областной журналисткой премии имени Владимира Бабляка. Награждена медалью «Нестор-Летописец» (Укр. «Нестор-літописець») в номинации «Экономика глазами журналиста».[4]

## Местный школа
Коровийский лицей имени Элизаветы улица Школьная, 1-А, Коровия, Черновицкий район, Украина, 60410